# دبيان بيور بليند
 دبيان بيور بليند (بالإنجليزية: Debian Pure Blend) تترجم إلى دبيان الأخلاط الصرفة (يشار إليه باختصار بليند، كانت تعرف سابقا باسم توزيعات دبيان المخصصة (Custom Debian Distribution)) هي جزئية من دبيان يتم اعدادها وتجهيزها لدعم مجموعة مستهدفة محددة من out-of-the-box, والهدف تقديم حلول لمجموعات خاصة لها مصالح داخل دبيان.
دبيان بيور بليند يمكن أن يحتوي على أن يحتوي على نكهات متعددة (بمعنى مخصصة لاهدف معينة) (على سبيل المثال سكولي لينكس, والنكهات يمكن أن تكون مخصصة لاهداف معينة مثل معدة لـ خادم رئيسي، أو محطة عمل.)

## نكهات متوفرة حاليا
- Debian Junior: دبيان للاطفلا من 1 إلى 99.
- دبيان بيور بليند: دبيان في مجال الرعاية الصحية.
- سكولي لينكس: دبيان للاستخدامات التعليمية.
- Debian GIS
- Debian Science
- Debian Accessibility Project

## وصلات خارجية
- موقع دبيان بيور بليند نسخة محفوظة 8 أبريل 2011 على موقع واي باك مشين.